# Lettrines (Gracq)
Pour la lettre ornée, voir Lettrine.
Lettrines I et Lettrines II sont deux recueils d'essais de Julien Gracq, publiés respectivement en 1967 et 1974.
Ils constituent les deux premiers volumes de « cahiers » publiés par l'auteur.

## Contenu
Les essais ainsi réunis sont des textes courts. Ils concernent souvent sur la littérature, sur de sujets en partie abordés
par Julien Gracq dans d'autres textes (par exemple dans La Littérature à l'estomac, Préférences, ...). Julien Gracq s'y montre quelquefois pamphlétaire, et se méfiant des engouements, quand il évoque les « nouveaux critiques » ou les « nouveaux romanciers »,,.
Mais ces textes évoquent aussi d'autres sujets, notamment des villes ou des paysages (retrouvant sur ces sujets cette « féérie intime » qui est la sienne), ou encore des épisodes historiques (des thèmes qui de façon paradoxale sont  « propres à nourrir l'imaginaire »,,. Certains textes sont en partie autobiographiques, Julien Gracq évoquant en partie ses souvenirs de la Seconde Guerre mondiale.
Et le journal Le Monde de conclure un de ses articles sur ces œuvres de Julien Gracq en en faisant l'apologie par une analogie : « La rigueur précieuse de Gracq est à la littérature industrielle d’aujourd’hui ce que l’écologie utopiste est à la croissance polluante : une ascèse exquise, et peut-être vitale ». Une analogie à laquelle fait un peu écho, un demi-siècle plus tard, un universitaire et auteur-compositeur, Ulysse Manhes, cette fois dans Le Figaro : « À lire Gracq, à épouser son rythme et le climat sauvage de ses mots, une mélancolie nous prend : le monde importe infiniment plus que l'homme, sa politique, ses progrès, ses idéologies, ses agitations éternelles ».